# Campeã
Campeã es una freguesia portuguesa del concelho de Vila Real, con 24,08 km² de superficie y 1.627 habitantes (2001). Su densidad de población es de 67,6 hab/km².